# ハインリヒ・ドナトゥス・フォン・ヘッセン
ハインリヒ・ドナトゥス・プリンツ・ウント・ラントグラーフ・フォン・ヘッセン（ドイツ語: Heinrich Donatus Prinz und Landgraf von Hessen, 1966年10月17日  - ）は、ドイツの旧諸侯ヘッセン家の家長。

## 経歴
ヘッセン＝カッセル方伯家家長モーリッツ・フォン・ヘッセンとその妻タティアナ（グスタフ・アルブレヒトの次女）の間の長男（第2子）として生まれた。アビトゥーアを取得後にベルリン自由大学で経営経済学を学び、現在はヘッセン家の資産管理団体を経営している。
2003年5月17日クロンベルクにて、フーベルトゥス・フォン・ファーバー＝カステル伯爵の娘フローリア・フォン・ファーバー＝カステル（1974年 - ）と結婚した。

## 子女
フローリア・フォン・ファーバー＝カステルとの間に2男1女が生まれている。パウリーナとモーリッツは双子である。
- パウリーナ・エリーザベト・アーデルハイト・タティアナ・ズザンネ（2007年 - ）
- モーリッツ・ルートヴィヒ・ゲオルク・ヴォルフ（中国語版）（2007年 - ）
- アウグスト（2012年 - ）